# 다이라노 노리코
타이라노 노리코(일본어: 平 教子 たいら の のりこ[*], 생몰년 미상)는 헤이안 시대 말기부터 가마쿠라 시대 전기의 여관이다. 간무 헤이시 코레히라류 (이세 헤이시)이다. 아버지는 타이라노 노리모리이고, 후지와라노 노리스에의 정실이다. 고토바 천황의 총비 후지와라노 쥬시 (슈메이몬인)의 어머니로, 준토쿠 천황의 외할머니이다. 쥬시 이외의 자녀로는 후지와라노 (타카쿠라) 노리모치이다. 종3위이다.

## 생애
처음, 하리마노나이시로 불리며, 종5위하의 자리를 받아, 준후 타이라노 모리코를 모셨다. 그 무렵에 후지와라노 노리스에의 정실이 되었을 것으로 보인다. 지쇼 4년 (1180년)에 태어난 타카쿠라 천황의 4황자 타카히라 친왕 (후의 고토바 천황)은 노리스에 저택에 맡겨져, 부부가 친왕을 양육했다. 주에이 원년 (1182년)에 쥬시를 낳았다.
주에이 2년 (1183년) 7월, 헤이케 일문은 안토쿠 천황을 데리고 낙향했고, 아버지 노리모리도 일문과 함께 서쪽으로 도주했다. 수도에서는 안토쿠 천황을 대체할 새로운 천황을 선정하고, 고시라카와 법황의 의지에 따라, 노리스에ㆍ노리코 부부가 양육하는 4살의 타카히라 친왕이 옹립되어 고토바 천황이 되었다.
미치모리, 노리츠네 등 형제는 이치노타니 천투 등으로 많은 사람이 전사하였고, 아버지 노리모리는 주에이 4년 (1185년) 3월, 단노우라 전투에서 안토쿠 천황과 헤이케 일문과 함께 물에 몸을 던졌다.
분지 원년 (1185년)에 노리모치를 낳았다. 딸 쥬시는 뇨보로서, 다이리를 섬기게 되었고, 고토바 천황의 총애를 받아, 겐큐 8년 (1197년), 모리나리 친왕 (후의 준토쿠 천황)을 낳았다. 고토바 천황의 총애는 미나모토노 아리코에서 쥬시로 옮겨졌고, 모리나리 친왕은 쇼지 2년 (1199년) 4월에 황태제로 세워졌다. 노리코는 겐큐 말년 경에 다이리 뇨보가 되었고 텐지로 임명되어, 츄나곤노텐지(中納言典侍)라 불렸다. 시기는 알 수 없으나, 종3위에 올랐다. 겐큐 연간 (1205년) 5월, 노리스에가 사망했다. 
조큐 3년 (1221년), 가마쿠라 막부와 대립한 고토바 상황이 막부 토벌의 군사를 일으켜, 조큐의 난이 일어났고, 준토쿠 상황도 이에 따랐다. 아들 노리모치는 막부 토벌의 중심 세력이 되었고, 상황 측이 난에 패배한 후, 막부군에 의해 처형되었다. 고토바 상황과 준토쿠 상황은 유배되었다.
츠노다 분에이는 준토쿠 천황이 반가마쿠라 의식이 강했던 것은, 헤이케 생존자인 할머니 노리코 밑에서 자랐고, 주위에는 헤이케 관계자가 많았던 것이 원인으로 보고 있다.
사망년도는 미상이지만, 가로쿠 2년 (1226년) 7월에도 살아있다는 기록이 보이는 걸로 보아, 그 이후에 사망한 것으로 보인다.

## 같이 보기
- 헤이케모노가타리